# Upland (Nebraska)
Upland je selo u američkoj saveznoj državi Nebraska. Prema popisu stanovništva iz 2010. u njemu je živjelo 143 stanovnika.